# Mezkiritz
Mezkiritz en basque (Mezquíriz en espagnol) est un village situé dans la commune de Erro dans la Communauté forale de Navarre, en Espagne. Il est doté du statut de concejo.
Mezkiritz est situé dans la zone linguistique bascophone de Navarre. Les langues parlées sont le castillan et l'euskara. À ce dernier Napoléon III l'a classé en 1863 dans le dialecte haut-navarrais méridional et, dans ce dernier, dans le sous-dialecte cispamplonais et la variété d'Erro.

## Géographie

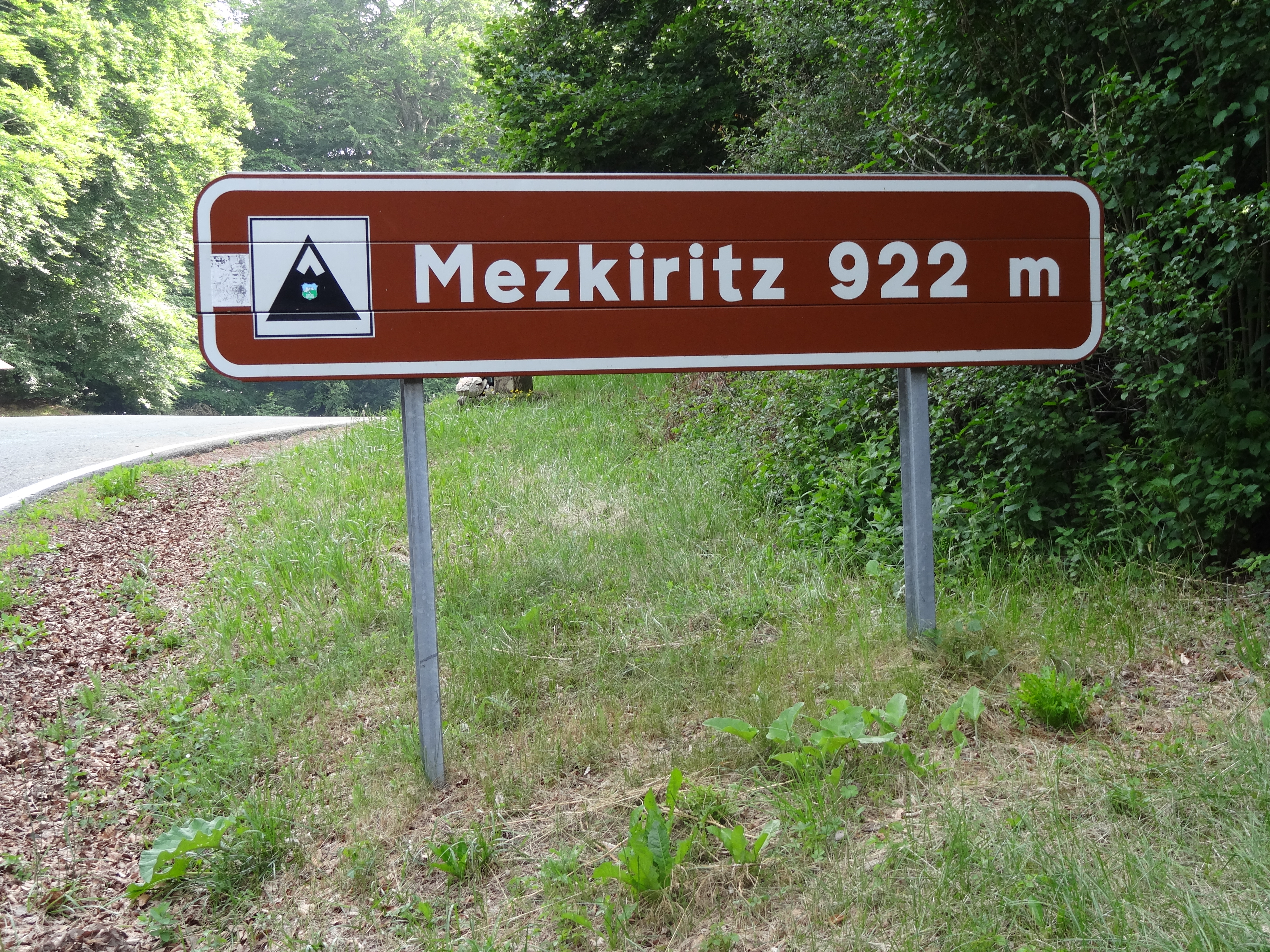
Passage du col.

Mezkiritz se trouve à 36,5 km de Pamplona-Iruña et à 500 mètres de la NA-135 route Pampelune - France par Luzaide-Valcarlos. Au km 39 de cette route se situe le col de Mezkiritz 922 mètres d'altitude et par lequel passe le chemin français de Saint-Jacques-de-Compostelle.
Outre Mezkiritz lui-même, le concejo comprend les quartiers Atxorrondo et Biritxikar.
Ureta est une petite bourgade près de Mezkiritz.

## Culture et patrimoine

### Architecture
Les caractéristiques de ce lieu sont des maisons de grandes dimensions dans lesquelles se succèdent deux étages outre le toit à deux pentes. La façade est normalement délimitée entre deux murs, avec des balcons dans les zones supérieures. Certaines de ces maisons présentent aussi des blasons.

### Patrimoine religieux
- Église paroissiale de San Cristóbal : d'origine médiévale, agrandie à la fin du XVIe siècle. Retable majeur néoclassique du milieu du XIXe siècle, œuvre de Fermín Barberana avec des éléments d'un retable précédent (XVIIe siècle ?).
- Ermitage de San Miguel : (1887) avec une statue baroque de San Miguel.

### Cinéma
En 2003, Mezkiritz a été un des lieux de tournage du court métrage "El bosque de la luz" (la forêt de la lumière), dirigé par Karlos Alastruey (es), et qui a reçu la médaille d'or de l'UNICA en Autriche en 2004. Dans les années suivantes, il a aussi été le lieu de tournage de plusieurs scènes du long-métrage Lodo (es) du même réalisateur.

### Sport basque
Mezkiritz est connu par le Bost Kirol (cinq sports en basque), un pentathlon de sports de fronton qui a lieu annuellement tous les étés. Outre la discipline de main nue et trois de palas. la dernière épreuve étant le xare (prononcer 'charé'), dans lequel la balle est lancée contre le fronton en utilisant une petite raquette qui encadre un filet de corde détendu.

### Sources
- (es) Cet article est partiellement ou en totalité issu de l’article de Wikipédia en espagnol intitulé « Mezquíriz » (voir la liste des auteurs).